# Alfhild
Alfhild o Alvilda (también Alwilda y Altilda) era una bella doncella, hija del rey sueco Siward de Götaland, afamada guerrera tenía su propia flota de drakkars, algunas de sus naves gobernadas por agresivas combatientes skjaldmö. Comprometida con el vikingo Alf en la mitología nórdica. Ella se viste como un hombre para evitar casarse con Alf. Luego él, pensando que ella era un guerrero, batallaron casi hasta la muerte. Dándose cuenta de era tan fuerte como ella, Alfhild se casó con él y tuvieron una hija llamada Gurid.